# Малеевка (Московская область)
Малеевка — деревня в городском округе Клин Московской области России. Население — 1220 чел. (2010). В Малеевке действует средняя общеобразовательная школа, детский сад № 56 «Родничок», филиал сельской библиотеки № 21, Дом культуры, отделение почтовой связи, филиал Клинского отделения Сбербанка № 50.

## Население
| 1852  | 1859  | 1886 | 1890 | 1899 | 1926 | 2002  |
| ----- | ----- | ---- | ---- | ---- | ---- | ----- |
| 123   | ↗127  | ↘122 | ↗133 | ↘131 | ↘118 | ↗1147 |
| 2006  | 2010  |      |      |      |      |       |
| ↗1253 | ↘1220 |      |      |      |      |       |

## География
Деревня Малеевка расположена на северо-западе Московской области, в южной части городского округа Клин, на Московском большом кольце А108, примерно в 13 км к югу от окружного центра — города Клина, на правом берегу реки Чёрной (приток Истры), высота центра над уровнем моря — 239 м.
В деревне четыре улицы, зарегистрировано садоводческое некоммерческое товарищество (СНТ). Связана автобусным сообщением с Клином (маршруты № 24, 41, 44). Ближайшие населённые пункты — примыкающее на юге Подоистрово и Ситники на противоположном берегу реки.

## История
В середине XIX века сельцо Малеевка 1-го стана Клинского уезда Московской губернии принадлежало коллежскому регистратору Сергею Семёновичу Смирнову, в сельце было 20 дворов, крестьян 64 души мужского пола и 59 душ женского.
В «Списке населённых мест» 1862 года — владельческая деревня 1-го стана Клинского уезда по правую сторону Звенигородского тракта, в 12 верстах от уездного города и 16 верстах от становой квартиры, при колодцах, с 23 дворами и 127 жителями (60 мужчин, 67 женщин).
В 1886 году входила в состав Троицкой волости Клинского уезда, насчитывалось 24 двора, проживало 122 человека, работал кирпичный завод.
В 1899 году в деревне 131 житель.
По данным на 1911 год число дворов составляло 25, в деревне находилась помещичья усадьба С. С. Смирнова, имелась чайная лавка.
По материалам Всесоюзной переписи населения 1926 года — административный центр Малеевского сельсовета Троицкой волости Клинского уезда в 10,7 км от Клинско-Волоколамского шоссе и 16 км от станции Клин Октябрьской железной дороги; проживало 118 человек (54 мужчины, 64 женщины), насчитывалось 23 крестьянских хозяйства.
С 1929 года является населённым пунктом Московской области в составе Ситниковского сельсовета Клинского района (1929—1954), Троицкого сельсовета Клинского района (1954—1960), Малеевского сельсовета Клинского района (1960—1963, 1965—1994), Малеевского сельсовета Солнечногорского укрупнённого сельского района (1963—1965), Малеевского сельского округа Клинского района (1994—2006, административный центр), сельского поселения Нудольское Клинского района (2006—2017), городского округа Клин (с 2017).

## Достопримечательности
В деревне находится братская могила советских воинов, погибших в годы Великой Отечественной войны. Захоронено 178 человек, из которых известны только 8. Является объектом культурного наследия России, как памятник регионального значения.
В 1995 году в Малеевке построена церковь Филарета, митрополита Московского — небольшой храм в реконструированном кирпичном здании бывшего штаба гражданской обороны. Планируется строительство новой церкви.